# Équipe cycliste Lotto Dstny Ladies
Pour les articles homonymes, voir Équipe cycliste Lotto (homonymie).
Cet article concerne l'équipe féminine. Pour l'équipe masculine, voir Équipe cycliste Lotto Dstny.
L'équipe cycliste Lotto Dstny Ladies est une équipe cycliste féminine basée en Belgique. L'équipe est créée en 2006 sous le nom de Lotto-Belisol Ladiesteam. Elle est dirigée par Dany Schoonbaert depuis sa création. Il est assisté de Ivan Depoorter. Elle fait partie de la même structure que l'équipe masculine homonyme.

## Histoire de l'équipe

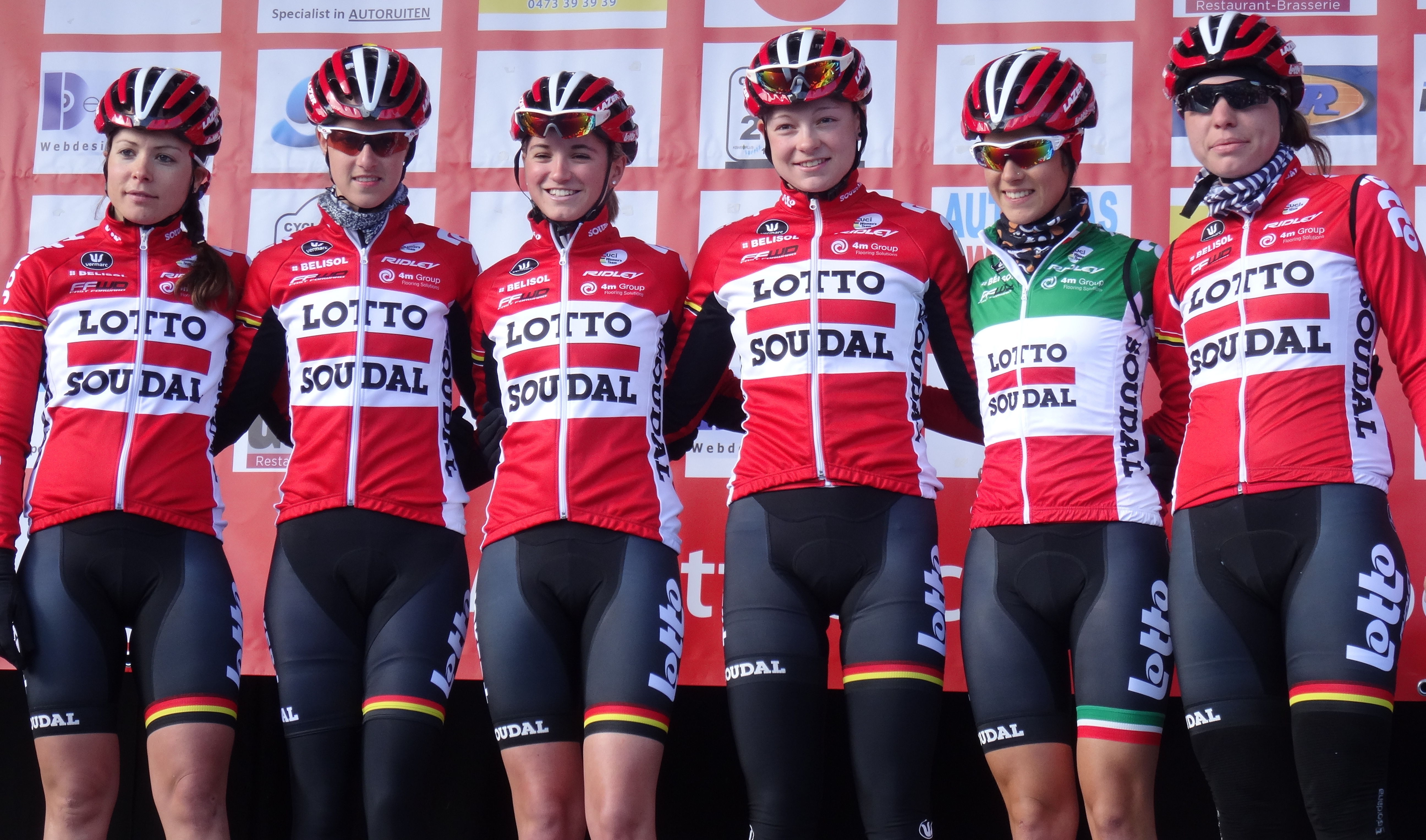
L'équipe en 2015 lors du Samyn des Dames.

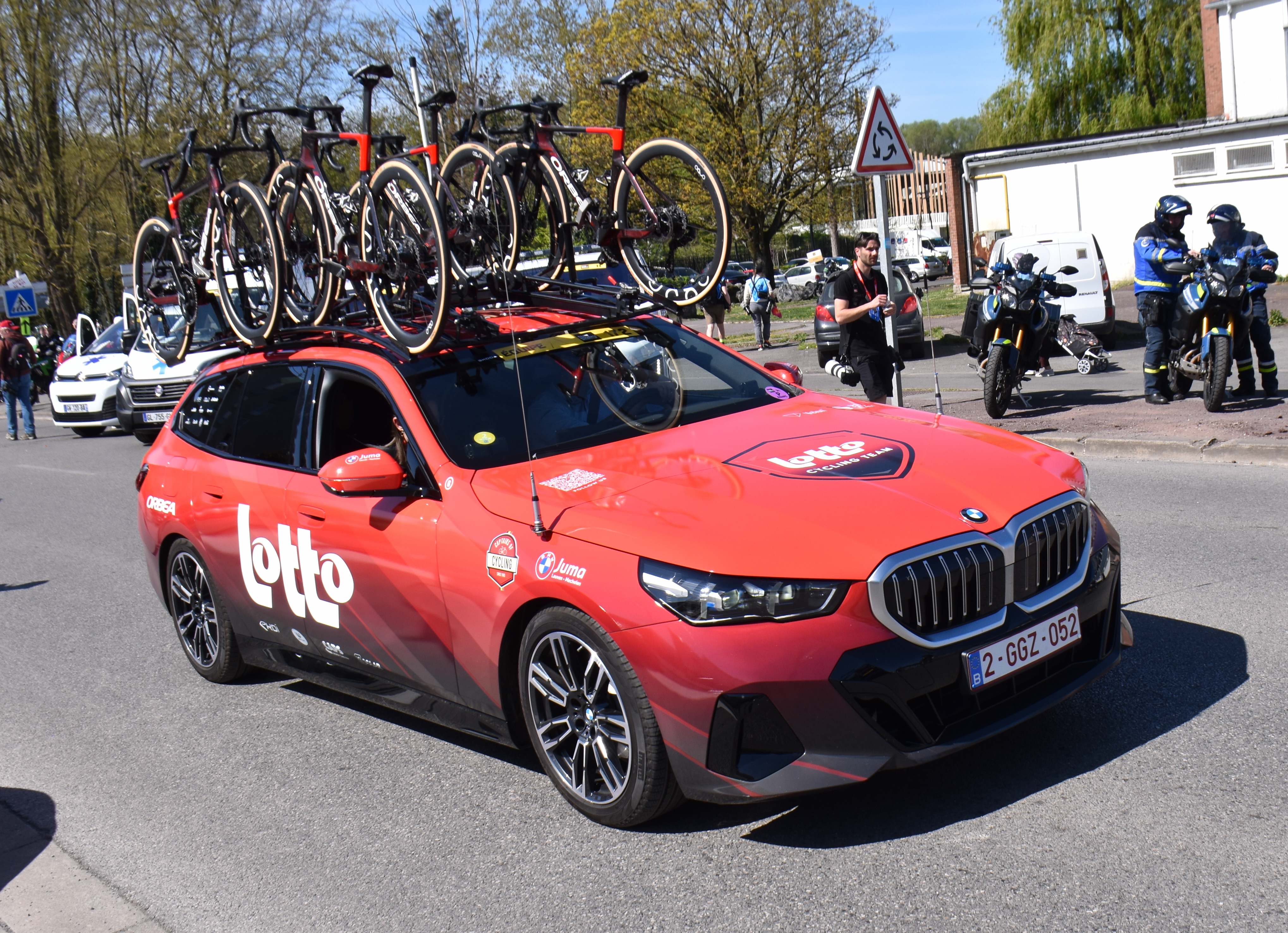
Véhicule Lotto Ladies Team 2025

## Classements UCI
Ce tableau présente les places de l'équipe au classement de l'Union cycliste internationale en fin de saison, ainsi que ses meilleures coureuses au classement individuel.
| Année | Classement par équipes | Meilleure coureuse au classement individuel |
| 2006  | 17e                    | Kathryn Watt (54e)                          |
| 2007  | 18e                    | Martine Bras (61e)                          |
| 2008  | 21e                    | Vera Koedooder (67e)                        |
| 2009  | 5e                     | Rochelle Gilmore (8e)                       |
| 2010  | 6e                     | Grace Verbeke (9e)                          |
| 2011  | 9e                     | Rochelle Gilmore (29e)                      |
| 2012  | 15e                    | Ashleigh Moolman (20e)                      |
| 2013  | 13e                    | Ashleigh Moolman (27e)                      |
| 2014  | 12e                    | Jolien D'Hoore (14e)                        |
| 2015  | 12e                    | Elena Cecchini (19e)                        |
| 2016  | 11e                    | Claudia Lichtenberg (32e)                   |
| 2017  | 19e                    | Lotte Kopecky (41e)                         |
| 2018  | 23e                    | Lotte Kopecky (49e)                         |
| 2019  | 18e                    | Lotte Kopecky (13e)                         |
| 2020  | 11e                    | Lotte Kopecky (8e)                          |
| 2021  | 34e                    | Hanna Nilsson (222e)                        |

L'équipe participe également aux manches de la Coupe du monde. Le tableau ci-dessous présente les classements de l'équipe sur ce circuit, ainsi que sa meilleure coureuse au classement individuel.
| Année | Classement par équipes | Meilleure coureuse au classement individuel |
| 2006  | 31e                    | ?                                           |
| 2007  | 13e                    | Martine Bras (41e)                          |
| 2008  | ?                      | Grace Verbeke (45e)                         |
| 2009  | 7e                     | Grace Verbeke (9e)                          |
| 2010  | 5e                     | Grace Verbeke (7e)                          |
| 2011  | 7e                     | Rochelle Gilmore (26e)                      |
| 2012  | 9e                     | Ashleigh Moolman (18e)                      |
| 2013  | 14e                    | Ashleigh Moolman (22e)                      |
| 2014  | 10e                    | Jolien D'Hoore (24e)                        |
| 2015  | 9e                     | Elena Cecchini (11e)                        |

En 2016, l'UCI World Tour féminin vient remplacer la Coupe du monde.
| Année | Classement par équipes | Meilleure coureuse au classement individuel |
| 2016  | 14e                    | Claudia Lichtenberg (22e)                   |
| 2017  | 20e                    | Lotte Kopecky (51e)                         |
| 2018  | 24e                    | Lotte Kopecky (91e)                         |
| 2019  | 13e                    | Lotte Kopecky (17e)                         |
| 2020  | 10e                    | Lotte Kopecky (5e)                          |
| 2021  | 20e                    | Hanna Nilsson (107e)                        |

## Principales victoires

### Championnats internationaux
Cyclisme sur route
- Championnats d'Afrique sur route : 4
  - Course en ligne : 2012 (Cherise Taylor) et 2013 (Ashleigh Moolman)
  - Contre-la-montre : 2012 et 2013 (Ashleigh Moolman)

Cyclisme sur piste
- Championnats du monde : 1
  - Poursuite par équipes : 2015 (Amy Cure)
- Championnats d'Europe : 5
  - Américaine : 2016 (Lotte Kopecky)
  - Omnium espoirs : 2016 (Lotte Kopecky)
  - Course aux points : 2017 (Trine Schmidt)
  - Scratch : 2017 (Trine Schmidt)
  - Course aux points espoirs : 2016 (Lotte Kopecky)

### Championnats nationaux
| Cyclisme sur route - Championnats d'Afrique du Sud sur route : 7 - Course en ligne : 2011 (Marissa van der Merwe), 2012 et 2013 (Ashleigh Moolman), 2016 (An-Li Kachelhoffer) - Contre-la-montre : 2011, 2012 (Cherise Taylor) et 2013 (Ashleigh Moolman) - Championnats d'Australie sur route : 1 - Contre-la-montre : 2006 (Kathryn Watt) - Championnats de Belgique sur route : 3 - Course en ligne : 2014 (Jolien D'Hoore) - Contre-la-montre : 2006 (An Van Rie) et 2010 (Grace Verbeke) - Championnats Grande-Bretagne sur route : 1 - Contre-la-montre : 2014 (Emma Pooley) - Championnats d'Irlande sur route : 2 - Course en ligne : 2006 et 2007 (Siobhan Horgane-Dervan) - Championnats d'Italie sur route : 1 - Course en ligne : 2015 (Elena Cecchini) - Championnats de Norvège sur route : 1 - Course en ligne : 2009 (Linn Torp) | Cyclisme sur piste - Championnats d'Australie sur piste : 4 - Poursuite individuelle : 2014 et 2015 (Amy Cure) - Poursuite par équipes : 2014 et 2015 (Amy Cure) - Championnats du Danemark sur piste : 2 - Poursuite individuelle : 2017 (Trine Schmidt) - Scratch : 2017 (Trine Schmidt) - Championnats de Belgique sur piste : 8 - Course aux points : 2007 (Kelly Druyts) et 2017 (Lotte Kopecky) - Poursuite individuelle : 2007 (Kelly Druyts) - Vitesse par équipes : 2007 (Kelly Druyts et Jenifer De Merlier) - Keirin : 2007 (Kelly Druyts) - Omnium : 2016 et 2017 (Lotte Kopecky) - Scratch : 2017 (Lotte Kopecky) - Championnats de France sur piste : 2 - Course aux points : 2016 (Élise Delzenne) - Poursuite individuelle : 2016 (Élise Delzenne) |

## Encadrement

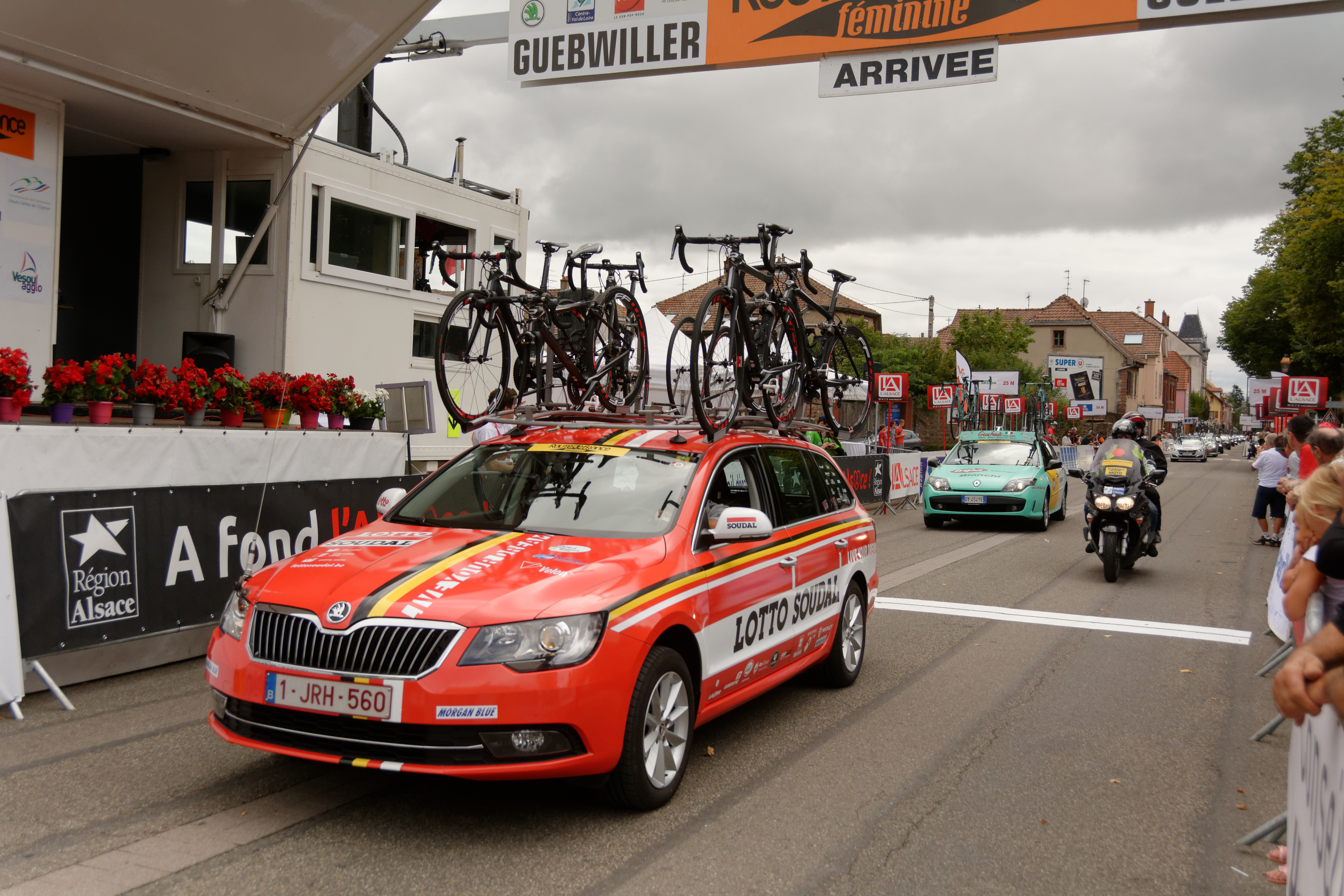
Voiture de l'équipe en 2015

Depuis la création de l'équipe jusqu'en 2020, son directeur sportif est Dany Schoonbaert. 
| Année | Code UCI | Nom                      | Cat. | Vélo        | Encadrement |
| ----- | -------- | ------------------------ | ---- | ----------- | --- |
| 2006  | LBL      | Lotto-Belisol Ladiesteam | WT   | Eddy Merckx | Manager : Dany Schoonbaert Dir. sportifs : Dany Schoonbaert, Filip Duprez, Patrick Van Drogenbroeck              |
| 2007  | LBL      | Lotto-Belisol Ladiesteam | WT   | Eddy Merckx | Manager : Dany Schoonbaert Dir. sportifs : Dany Schoonbaert, Filip Duprez                                        |
| 2008  | LBL      | Lotto-Belisol Ladiesteam | WT   | Eddy Merckx | Manager : Dany Schoonbaert Dir. sportifs : Dany Schoonbaert, Ivan Depoorter                                      |
| 2009  | LLT      | Lotto-Belisol Ladiesteam | WT   | Pinarello   | Manager : Dany Schoonbaert Dir. sportifs : Dany Schoonbaert, Ivan Depoorter                                      |
| 2010  | LLT      | Lotto Ladies Team        | WT   | Pinarello   | Manager : Dany Schoonbaert Dir. sportifs : Dany Schoonbaert, Kurt Bogaerts, Ivan Depoorter                       |
| 2011  | LHT      | Lotto Honda Team         | WT   | Pinarello   | Manager : Dany Schoonbaert Dir. sportifs : Dany Schoonbaert, Ivan Depoorter                                      |
| 2012  | LBL      | Lotto Belisol Ladies     | WT   | Ridley      | Manager : Dany Schoonbaert Dir. sportifs : Dany Schoonbaert, Ivan Depoorter                                      |
| 2013  | LBL      | Lotto Belisol Ladies     | WT   | Cervélo     | Manager : Dany Schoonbaert Dir. sportifs : Dany Schoonbaert, Ivan Depoorter                                      |
| 2014  | LBL      | Lotto Belisol Ladies     | WT   | Cervélo     | Manager : Dany Schoonbaert Dir. sportifs : Dany Schoonbaert, Ivan Depoorter                                      |
| 2015  | LBL      | Lotto Soudal Ladies      | WT   | Ridley      | Manager : Dany Schoonbaert Dir. sportifs : Dany Schoonbaert, Ivan Depoorter                                      |
| 2016  | LBL      | Lotto Soudal Ladies      | WT   | Ridley      | Manager : Dany Schoonbaert Dir. sportifs : Dany Schoonbaert, Liesbet De Vocht, Ivan Depoorter                    |
| 2017  | LSL      | Lotto Soudal Ladies      | WT   | Ridley      | Manager : Dany Schoonbaert Dir. sportifs : Dany Schoonbaert, Liesbet De Vocht, Ivan Depoorter                    |
| 2018  | LSL      | Lotto Soudal Ladies      | WT   | Ridley      | Manager : Dany Schoonbaert Dir. sportifs : Dany Schoonbaert, Liesbet De Vocht, Ivan Depoorter                    |
| 2019  | LSL      | Lotto Soudal Ladies      | WT   | Ridley      | Manager : Dany Schoonbaert Dir. sportifs : Dany Schoonbaert, Liesbet De Vocht, Ivan Depoorter                    |
| 2020  | LSL      | Lotto Soudal Ladies      | CTW  | Ridley      | Manager : Dany Schoonbaert Dir. sportifs : Dany Schoonbaert, Liesbet De Vocht, Ivan Depoorter                    |
| 2021  | LSL      | Lotto Soudal Ladies      | CTW  | Ridley      | Manager : Kurt Van De Wouwer Dir. sportifs : Kurt Van De Wouwer, Dirk Aernouts, Carl Roes, Wesley Van Speybroeck |

## Partenaires
Depuis la création de l'équipe, son partenaire principal est la loterie nationale belge sous sa marque Lotto. Le fabricant de fenêtres Belisol est le partenaire secondaire de 2006 à 2009 puis de 2012 à 2014. En 2011, le fabricant automobile Honda est le partenaire secondaire de l'équipe. Le fabricant de silicones et colles Soudal devient le partenaire secondaire en 2015.  Le fabricant de cycles Ridley soutient l'équipe.
En 2016, les vêtements sont fournis par Vermarc, les casques par Lazer, les chaussures par Gaerne, les potences par Dedda, les groupes par Campagnolo, les roues par FFWD avec des roulements C-Bear, les pédales par Look, les compteurs par SRM, les pneus par Continental et les selles par Selle Italia. Les voitures de l'équipe sont des Škoda.

## Lotto Dstny Ladies en 2024

### Effectif
| Effectif 2024            | Effectif 2024     | Effectif 2024 | Effectif 2024                             |
| Cycliste                 | Date de naissance | Pays          | Équipe précédente                         |
| ------------------------ | ----------------- | ------------- | ----------------------------------------- |
| Wilma Aintila            | 12 avril 2004     | Finlande      | Team Rytger powered by Carl Ras (2022)    |
| Maureen Arens            | 16 avril 2003     | Pays-Bas      | AG Insurance-Soudal Quick-Step (2023)     |
| Fauve Bastiaenssen       | 22 octobre 1997   | Belgique      |                                           |
| Dina Boels               | 14 janvier 2005   | Belgique      |                                           |
| Katrijn De Clercq        | 5 février 2002    | Belgique      |                                           |
| Thalita de Jong          | 6 novembre 1993   | Pays-Bas      | Liv Racing TeqFind (2023)                 |
| Audrey De Keersmaeker    | 9 juillet 1999    | Belgique      | De Ceuster-Bonache Cycling Team (2023)    |
| Mieke Docx               | 8 juin 1996       | Belgique      | Doltcini-Van Eyck-Proximus (2021)         |
| Esmée Gielkens           | 12 septembre 2001 | Belgique      |                                           |
| Alberte Greve            | 16 septembre 2005 | Danemark      | Team Rytger powered by Carl Ras (2023)    |
| Julie Hendrickx          | 8 août 2003       | Belgique      | Bingoal-Chevalmeire-Van Eyck Sport (2022) |
| Julie Nicolaes           | 1 janvier 2004    | Belgique      |                                           |
| Samantha Scott           | 1 mai 2005        | États-Unis    |                                           |
| Quinty van de Guchte     | 9 septembre 1999  | Pays-Bas      | Keukens Redant (2022)                     |
| Anna van Wersch          | 14 août 2001      | Pays-Bas      | VD Velden Adviseurs (2023)                |
| Sterre Vervloet          | 26 novembre 2003  | Belgique      |                                           |
|                          |                   |               |                                           |
| Source : ProCyclingStats |                   |               |                                           |

### Victoires
| Victoires | Victoires                                                       | Victoires | Victoires | Victoires       | Victoires |
| Date      | Course                                                          | Pays      | Classe    | Vainqueur       |           |
| --------- | --------------------------------------------------------------- | --------- | --------- | --------------- | --------- |
| 21 juin   | Women's U23 Time Trial at the Danish Road Cycling Championships | Danemark  | CN        | Alberte Greve   |           |
| 23 juin   | Danish championship in road cycling for U23 women               | Danemark  | CN        | Alberte Greve   |           |
| 3 sept.   | 1re étape du Tour de l'Ardèche                                  | France    | 2.1       | Thalita de Jong |           |
| 4 sept.   | 2e étape du Tour de l'Ardèche                                   | France    | 2.1       | Thalita de Jong |           |
| 8 sept.   | Classement général, Tour de l'Ardèche                           | France    | 2.1       | Thalita de Jong |           |
| 21 sept.  | 2e étape du Tour de la Semois                                   | Belgique  | 2.2       | Thalita de Jong |           |

## Saisons précédentes

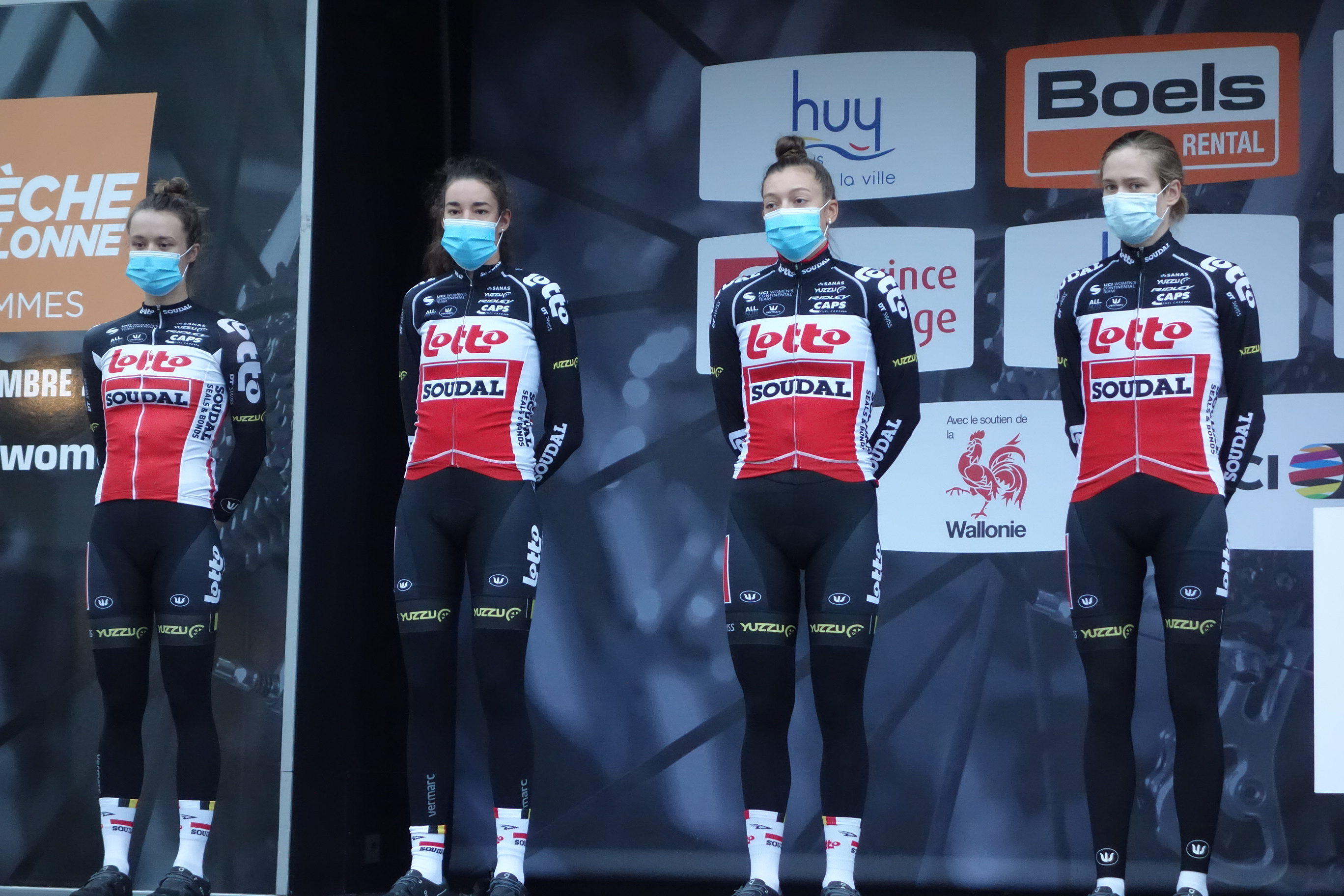
Équipe au départ de la Flèche wallonne

- Saison 2015 de l'équipe cycliste Lotto Soudal Ladies
- Saison 2016 de l'équipe cycliste Lotto Soudal Ladies
- Saison 2017 de l'équipe cycliste Lotto Soudal Ladies